# Hachemi Ameur
Hachemi Ameur, né le 20 novembre 1959 à Hadjout, dans la wilaya de Tipaza en Algérie, est un artiste plasticien, miniaturiste et enlumineur algérien. 
Il est professeur et directeur de l'École des Beaux-arts de Mostaganem depuis 1994, président de l’association des Beaux-arts Mohammed Khadda, commissaire du Festival National des Écoles d'Art et des Jeunes Talent, organisateur de Most'Art Rencontre Internationale d'Art Contemporain et membre de l’UNAC (Union National des Arts Culturel).

## Biographie
Il étudie à l’École supérieure des beaux-arts d'Alger(1981-1985) puis à l’Académie Centrale des Arts Appliqués de Pékin (1985-1988) et à l’Université de Strasbourg pour un « Master Critique Essais »(2010-2011) et enfin Doctorant à l’Université Paris 8 (2012-2013).
Il est auteur de plusieurs ouvrages : Evian et la Haute-Savoie (France), Regards croisés, photographies et dessins (Algérie), Survivance (France), Introspection (France) et La Néo-Miniature de Wassiti à Hachemi (Algérie).

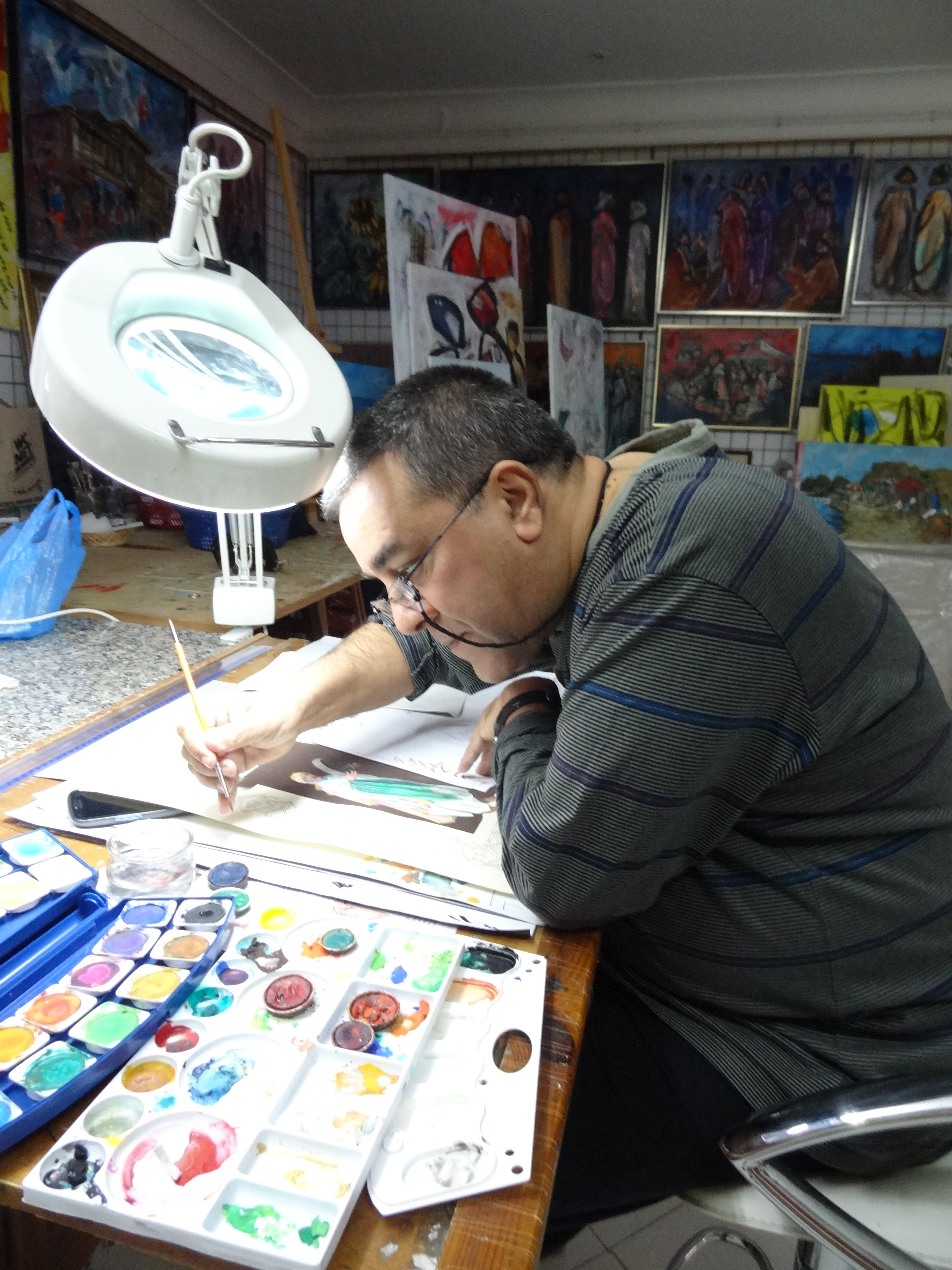
Hachemi Ameur à l'atelier

Hachemi Ameur s'inscrit dans la tradition des arts du livre arabo-musulmans. Il a également réalisé des croquis et des dessins, notamment sur l'Algérie.

## Expositions

### Expositions personnelles
| Année | Titre                                                      | Lieu                                                                          | Ville          | Pays            |
| ----- | ---------------------------------------------------------- | ----------------------------------------------------------------------------- | -------------- | --------------- |
| 1981  | Sans titre                                                 | Hall de la mairie                                                             | Kouba          | Algérie         |
| 1992  | Sans titre                                                 | Salle Hamada                                                                  | Mostaganem     | Algérie         |
| 1994  | Rupture                                                    | Galerie Elfa                                                                  | Oran           | Algérie         |
| 1996  | Hommage à Bechali Allel                                    | Galerie de l'Institut d'Agronomie                                             | Mostaganem     | Algérie         |
| 1996  | Sans titre                                                 | Maison de la Culture                                                          | Tamanrasset    | Algérie         |
| 1998  | Sans titre                                                 | Musée du Moudjahid                                                            | Béni Saf       | Algérie         |
| 1999  | Sans titre                                                 | Musée Ain Timouchent                                                          | Ain Temouchent | Algérie         |
| 2000  | Journée de Mostaganem                                      | Salle Hexagone                                                                | Grenoble       | France          |
| 2001  | L'été se Livre                                             | Centre de Bonlieu                                                             | Annecy         | France          |
| 2003  | From Algiers to Washington                                 | Monroe Gallery                                                                | Washington     | USA             |
| 2003  | Vigile avec "S"                                            | Espace Aragon                                                                 | Villard-Bonnot | France          |
| 2003  | Clairvoyance                                               | Grenoble International                                                        | Grenoble       | France          |
| 2003  | Introspection                                              | MJC La Roche sur Foron                                                        | Haute-Savoie   | France          |
| 2006  | Le message, de la passion, de la liberté                   | Maison de la Culture Alloula                                                  | Tlemcen        | Algérie         |
| 2007  | Hachemi Ameur, néo-miniaturiste                            | Musée national Nasr eddine Dinet                                              | Bou Saada      | Algérie         |
| 2008  | La Néo-miniature                                           | ///////                                                                       | Téhéran        | Iran            |
| 2008  | Hachemi Ameur                                              | Bibliothèque nationale                                                        | Alger          | Algérie         |
| 2009  | Paysages de mon Pays                                       | Musée national Zabana                                                         | Oran           | Algérie         |
| 2010  | La miniature... Tradition et Modernité                     | Riwak El fen                                                                  | Maghnia        | Algérie         |
| 2010  | 'Carnets de voyage en France                               | Centre Culturel Français                                                      | Oran           | Algérie         |
| 2011  | La Miniature contemporaine                                 | Musée national de l'enluminure, de la miniature et de la calligraphie d'Alger | Alger          | Algérie         |
| 2012  | La Miniature contemporaine                                 | École supérieure des beaux-arts d'Alger                                       | Alger          | Algérie         |
| 2013  | Miniature et Enluminure contemporaine                      | Centre Culturel Abdelwahab Salim                                              | Chenoua        | Algérie         |
| 2013  | Miniature et Enluminure entre tradition et contemporanéité | Office de la Culture et du Tourisme                                           | Sétif          | Algérie         |
| 2014  | Brassage des âmes                                          | Musée national Nasr eddine Dinet                                              | Bou Saada      | Algérie         |
| 2015  | Anamorphoses et Certitudes                                 | Galerie Hocine Asselah                                                        | Alger          | Algérie         |
| 2015  | Tolérance apprivoisée                                      | Villa Abd-el-Tif                                                              | Alger          | Algérie         |
| 2016  | Carnets de voyages I                                       | Galerie El Yasmine                                                            | Alger          | Algerie         |
| 2017  | Carnets de voyages II                                      | Palais El Imama                                                               | Tlemcen        | Algerie         |
| 2017  | Voyage d'un passionné                                      | Galerie London                                                                | Biskra         | Algerie         |
| 2017  | Souk Okaz                                                  | //////////////////                                                            | Taif           | Arabie Saoudite |
| 2018  | Naufrages en Méditerranée                                  | Galerie El Yasmine                                                            | Alger          | Algerie         |
| 2018  | Naufrages en Méditerranée                                  | Salla Torre Dels Duc de Medinaceli                                            | Alicante       | Espagne         |
| 2018  | Naufrages en Méditerranée                                  | Musée d'Art Contemporain                                                      | Pego           | Espagne         |
| 2019  | Naufrages en Méditerranée                                  | Vall de Gallinera                                                             | Alicante       | Espagne         |
| 2019  | Naufrages en Méditerranée                                  | Casa arabe                                                                    | Madrid         | Espagne         |
| 2020  | Carnets de voyage en Chine                                 | Musée national de l'enluminure, de la miniature et de la calligraphie d'Alger | Alger          | Algerie         |

### Expositions Collectives
| Année | Titre                                                         | Lieu                                                        | Ville           | Pays      |
| ----- | ------------------------------------------------------------- | ----------------------------------------------------------- | --------------- | --------- |
| 1984  | Sans titre                                                    | Salle El Mouggar                                            | Alger           | Algérie   |
| 1985  | Sans titre                                                    | Bibliothèque Nationale                                      | Alger           | Algérie   |
| 1985  | Sans titre                                                    | //////                                                      | Caracas         | Venezuela |
| 1985  | Sans titre                                                    | //////                                                      | Washington      | USA       |
| 1987  | Sans titre                                                    | École Française de Pékin                                    | Pékin           | Chine     |
| 1987  | Journée Internationale de l'Afrique                           | //////                                                      | Pékin           | Chine     |
| 1990  | Rencontre des Écoles d'Arts de la Méditerranée                | Théâtre de verdure                                          | Alger           | Algérie   |
| 1992  | Hommage à Khadda                                              | École des Beaux-art                                         | Mostaganem      | Algérie   |
| 1992  | Sans titre                                                    | Centre Universitaire                                        | Mostaganem      | Algérie   |
| 1993  | Sans titre                                                    | Musée National Ahmed ZABANA                                 | Oran            | Algérie   |
| 1993  | Lion's Club                                                   | Musée National Ahmed ZABANA                                 | Oran            | Algérie   |
| 1993  | Couleurs de Mostaganem                                        | Galerie El Wassit                                           | Oran            | Algérie   |
| 1993  | Couleurs de Mostaganem                                        | Galerie Issiakhem                                           | Constantine     | Algérie   |
| 1994  | Panorama de Mostaganem                                        | Galerie Issiakhem                                           | Constantine     | Algérie   |
| 1994  | Sans titre                                                    | Galerie Elfa                                                | Oran            | Algérie   |
| 1995  | Sans titre                                                    | Musée National Ahmed ZABANA                                 | Oran            | Algérie   |
| 1995  | Sans titre                                                    | Centre d'Information et d'Animation de jeune                | Tipasa          | Algérie   |
| 1995  | 33e anniversaire de l’indépendance                            | Palais de la Culture                                        | Alger           | Algérie   |
| 1997  | Salon des Arts Musulmans                                      | Galerie Ismail Samsom                                       | Alger           | Algérie   |
| 1997  | Grand prix de la ville d'Alger                                | Théâtre de Verdure                                          | Alger           | Algérie   |
| 1998  | Sans titre                                                    | École supérieure des beaux-arts d'Alger                     | Alger           | Algérie   |
| 2002  | Sans titre                                                    | Galerie Sextius                                             | Aix en Provence | France    |
| 2002  | 11 Centenaire de la ville d'Oran                              | Palais de la Culture                                        | Oran            | Algérie   |
| 2002  | 40 ans de Peinture                                            | Palais de la Culture                                        | Alger           | Algérie   |
| 2002  | COPEAM                                                        | Hôtel Sheraton                                              | Alger           | Algérie   |
| 2002  | Semaine Culturelle Algérienne à Amman                         | //////                                                      | Amman           | Jordanie  |
| 2004  | 4e Salon des Plasticiens                                      | Palais de la Culture                                        | Oran            | Algérie   |
| 2004  | 42 en Mosaïque                                                | Palais de la Culture                                        | Kouba           | Algérie   |
| 2005  | Des Artistes pour novembre                                    | Galerie 54                                                  | Alger           | Algérie   |
| 2005  | EXAPU, Espace des Arts                                        | B.C Université                                              | Mostaganem      | Algérie   |
| 2005  | Rencontre aux Sources                                         | Galerie Novarina                                            | Evian           | France    |
| 2005  | Voyage dans le Temps                                          | Galerie Dar El Kenz                                         | Alger           | Algérie   |
| 2005  | Semaine Culturelle Algérienne en Pologne                      | Académie des beaux-arts de Cracovie                         | Cracovie        | Pologne   |
| 2006  | Salon Djurdjura des Arts Plastique                            | Maison de Culture Mouloud Mammeri                           | Tizi Ouzou      | Algérie   |
| 2006  | Regards Croisés                                               | Château Font Bonne                                          | Evian           | France    |
| 2007  | Semaine Culturelle Alger Capitale de la culture Arabe         | Théâtre de verdure                                          | Alger           | Algérie   |
| 2007  | La Caravane Catalane en Algérie                               | École Des Beaux-arts                                        | Mostaganem      | Algérie   |
| 2007  | Misk El Ghanaim                                               | Palais des Rais                                             | Alger           | Algérie   |
| 2007  | 3e Salon Méditerranéen des Arts Plastiques                    | Palais de la Culture                                        | Oran            | Algérie   |
| 2008  | 4e Salon Méditerranéen des Arts Plastiques                    | Palais de la Culture                                        | Oran            | Algérie   |
| 2008  | Les Artistes à Taboudoucht                                    | /////                                                       | Kabylie         | Algérie   |
| 2008  | Rencontre des Plasticiens                                     | Maison de la Culture                                        | Bejaia          | Algérie   |
| 2009  | Rencontre Maghrébine des Arts Plastique                       | /////                                                       | Annaba          | Algérie   |
| 2009  | Mosaïque                                                      | Centre Commercial Zam Zam                                   | Sidi Yahia      | Algérie   |
| 2010  | Regards Reconstruits 2                                        | Musée public national d’Art moderne et contemporain d’Alger | Alger           | Algérie   |
| 2011  | Festival Culturel International de la Calligraphie Arabe      | Palais El Imama                                             | Tlemcen         | Algérie   |
| 2011  | Festival Culturel International de la Miniature et Enluminure | Palais El Imama                                             | Tlemcen         | Algérie   |
| 2011  | Des Artistes pour Nekmaria                                    | École des Beaux-arts                                        | Mostaganem      | Algérie   |
| 2011  | Les Peintres de Tlemcen et ses environs                       | Musée d'Art et d'Histoire de Tlemcen                        | Tlemcen         | Algérie   |
| 2012  | L'Art aux Couleurs de la Fraternité                           | //////                                                      | L'Haÿ-les-Roses | France    |
| 2012  | Rencontre Internationale d'Art Contemporain                   | Maison de la Culture                                        | Mostaganem      | Algérie   |
| 2012  | Workshop des Artistes Arabes en Chine                         | Bibliothèque Yi Chune                                       | Pékin           | Chine     |
| 2013  | The 3 rd International Art Festival of Resistance Art         | /////                                                       | Téhéran         | Iran      |
| 2014  | Rencontre Poésie Arts Plastique                               | Palais de la Culture                                        | Skikda          | Algérie   |
| 2014  | Rencontre Internationale d'Arts Plastiques, 8 mai 1945        | Salle de l'Office de la Culture et du Tourisme              | Sétif           | Algérie   |
| 2014  | Dix Artistes de Renom                                         | Les Ateliers Bouffées d'Art                                 | Alger           | Algérie   |
| 2015  | Cinq Regards                                                  | Galerie El Yasmine                                          | Alger           | Algérie   |
| 2015  | La peinture algérienne dans toute sa diversité                | Galerie El Yasmine                                          | Alger           | Algérie   |
| 2015  | Trans'ART                                                     | Galerie de la Bibliothèque                                  | tamanrasset     | Algérie   |
| 2016  | D'art El Yasmine Fait art à Oran                              | Hotel Le Méridien                                           | Oran            | Algerie   |
| 2017  | La peinture algérienne dans sa diversité I                    | Galerie d'art El Yasmine                                    | Alger           | Algerie   |
| 2017  | /////////                                                     | Galerie Dar El Kenz                                         | Alger           | Algerie   |
| 2017  | La peinture algérienne dans sa diversité II                   | Casa Arabe                                                  | Madrid          | Espagne   |
| 2018  | La peinture algérienne dans sa diversité III                  | Galerie Sable d'Art                                         | Paris           | France    |
| 2018  | La peinture algérienne dans sa diversité IV                   | Galerie d'Art El Yasmine                                    | Alger           | France    |

## Réalisations
- Peintures Révolutionnaires, 5 juillet 1985
- Peintures et Miniatures, Ambassade d'Algérie à Pékin
- Peintures décoratives, Poste de Mostaganem
- Fresques d’embellissement de la ville – Mostaganem
- Survivances de Hachemi Ameur, texte de Ali et Hadj Tahar, Édition Lapeyronie, 2000, France - Illustré de 35 œuvres[5]
- Introspection de Hachemi Ameur, texte poétique de Roselyne Carrier–Dubarry, Éditions Lapeyronie, Livre illustré de 24 œuvres. 2002, France[6]
- Évian et la Haute-Savoie, Regards Croisés[7], croquis de Hachemi Ameur, Photographie de Mostefa Abderrahmane : Éditions Lapeyronie, 2006, France
- La Néo- Miniature de Wassiti à Hachemi[8], texte de Mouats Aziz illustré de 40 œuvres, Éditions Alpha, 2007, Alger
- Tlemcen, Regards Croisés[9], photographies et dessins, Éditions aglae, 2011

## Prix et distinctions
- Premier Prix du Musée National des Beaux-arts d'Alger, 1993
- Troisième Prix du Musée national Zabana d'Oran, 1993 (Artistes Professionnels)
- Premier Prix de la  Miniature, Festival des Arts Plastiques, Souk Ahras, 1996
- Premier Prix du Festival des Arts Plastiques, M'sila, 1997

### Livres
- Dictionnaire Biographique[10], Éditions Dahleb, A. Chourfi, Alger, 1996
- Histoire de Mostaganem[11], Éditions Imprimerie Alaouia, par A. Benaissa, Mostaganem, 1996
- Artistes Algériens[12], Éditions Musée National des Beaux-arts, Alger, 1997
- Les chroniques de la louve[13] », Éditions le carré, par Roselyne Carrier–Dubarry, France, 2001
- Les artistes algériens, dictionnaire biographique 1917-1999[14], Casbah Éditions, p. 242-243, par Mansour Abrous, Alger, 2002
- Annuaire des arts en Algérie, 1962-2002[15], Édition d’auteur, Abrous Mansour, Alger, 2004
- Dictionnaire des artistes algériens 1917-2006[16], Éditions L’Harmattan, p. 175, Abrous Mansour, France, 2006
- La Kabylie[17], Édition Al Byazin, p. 60-61-72-73-84-85-104-112, par Jaoudet Gassouma, Alger, 2013
- Le M’zab[18], Édition Al Bayazin, p. 07-31-47-67-85-101-115-167-168 par Smail Benhassir et Hocine Seddiki, Alger, 2013
- La Wilaya de Tipasa[19] », Édition Al Bayazin, p. 31-55-154-160-212, Alger 2008

### Catalogues
- « Panorama de la Peinture Algérienne, 1962/1994[20] » Riadh El Feth - Alger, 1994
- « Salon des arts musulmans[21] » par Mohamed Djehiche, Éditions CFVA - Alger
- « 42 en Mosaïque[22] » les Artistes de l’École des Beaux-arts de Mostaganem, Palais de la culture, Alger, 2004
- « From Algiers to Washington[23] » p. 10–13, Ministère de la culture, Alger, 2003
- « Des Artistes pour novembre[24] » Galerie 54 la Citadelle, Alger, 2005
- « Voyage dans le temps[25] » Éditions Dar Elkenz, Alger, 2005
- « Le message, de la passion, de la liberté… [26]» Éditions MC, Tlemcen, 2006
- « Hachemi Ameur, miniaturiste[27] » Musée National Nasr eddine Dinet, Bou-Saada, 2007
- « Les artistes à Taboudoucht, Hommage à M'hamed Issiakhem[28]», 2008
- « 3e Salon Méditerranéen des arts plastiques[29] », Oran, 2007
- « 4e Salon Méditerranéen des arts plastiques[30] », Oran, 2008
- « Rencontre Maghrébine des Arts Plastiques[31] », Annaba, 2009
- « Mosaïque[32] » Exposition des Artistes Peintres Algériens, Galerie ZEMZEM, Sidi Yahia, Alger, 2009
- « Festival Culturel International de la Miniature et de l’Enluminure[33] », page 97, Tlemcen, 2011
- « Les artistes de Tlemcen et de sa région[34] », Ministère de la Culture, 2011
- « La Miniature Contemporaine[35] » Musée National de l’Enluminure, de la Miniature et de la Calligraphie, Alger, 2011
- « Tlemcen, Regards Croisés[36] » Dessins de Hachemi Ameur, Photographies de Rafik  Zaidi, Éditions aglae, 2011
- « Workshop des Artistes Arabes en Chine[37] », 2012
- « Brassage des âmes[38] », Musée national Nasr-Eddine Dinet, Bou-Saâda, 2014
- « Cinq Regards[39] », Galerie d'art El Yasmine, Édition Helix Advertising, PP : 6-7, Alger, 2015
- « Tolérance apprivoisée[40] » Agence Algérienne Pour le Rayonnement Culturel, Alger, 2015
- « La peinture algérienne dans toute sa diversité[41] », Galerie d'art El Yasmine, Édition Helix Advertising, pp : 20, Alger, 2015
- « Trans'ART[42] » Ministère de la Culture, Tamanrasset, 2015
- « Carnets de voyage » Office National des Droits d'Auteur, Alger, 2016
- « Naufrages en Méditerranée » Office National des Droits d'Auteur, Alger, 2018
- « Carnets de voyage en Chine » Musée Public National de l'Enluminure, de la Miniature, et de la Calligraphie, Alger, 2020

### Magazines
- « Revue Coup Soleil, Hachemi Ameur[43], Poésie et Art no 52, p. 28–29, par Marie Claire Bussat Enevoldsen, octobre 2001
- « D’Ibn El Baweb à Vasarely, l'enluminure[44] », Tassili Magazine, par Ali El Hadj -Tahar, Alger, 1997
- « Survivance de Hachemi Ameur, le chant des lettres[45], Éditions Khalifa Air ways, p. 65-66, par Djaoudet Guessouma, Revue Mélissa Nour, février 2001
- « Ameur Hachemi Miniaturiste, la tradition revisitée[46] », Tassili Magazine No 40, p. 36-41, par Ali El Hadj-Tahar, Dec.Janv.février 2005
- « Hachemi Ameur, un artiste d’aujourd’hui sur les traces Des maîtres d’hier[47] », Magazine Dzeriet, par Samira Ben Drisse, 2009

## Filmographie
- 1993 : Reportage réalisé par le Musée Zabana Oran
- 1995 : Entretien émission Sabahyet ENTV, Oran
- 1995 : Entretien émission Kounouze Chenoua ENTV, Alger
- 1996 : Reportage et entretien Émission culturelle - Algérien TV- Alger
- 1997 : Reportage et entretien Émission culturelle Soura oua Souar ENTV - Oran
- 2001 : Entretien émission Sabahyet ENTV, Alger
- 2002 : Émission Mosaïque ENTV - Alger
- 2003 : Émission Radio Tholl Radio 93 FM, Haute-Savoie – France
- 2003 : Émission Radio Perinne, Haute-Savoie - France
- 2005 : Émission Atelier de plein Air, Musée National des Beaux-arts - Alger
- 2006 : Hachemi Ameur porteur de lumière, réalisé par Abderrahman Mostefa
- 2007 : Émission Likaa ENTV, Alger
- 2007 : Portrait Algérie 3 ENTV, Alger
- 2007 : Misk El Ghanaim, réalisé par Abderrahman Mosetfa
- 2008 : Notre terre vaut de l’or, projet SIRMA, réalisé par Mostefa Abderrahman
- 2008 : Entretien (film), réalisé par le Musée National N-E Dinet, Bou-Saada
- 2011 : Émission Dhaif El Talita ENTV, Alger
- 2011 : Émission Hadhi Biladi ENTV, Alger
- 2012 : Alouane, Chourouk TV, Alger